# Krzyżanówka
Krzyżanówka – wieś sołecka w Polsce położona w województwie mazowieckim, w powiecie lipskim, w gminie Sienno.
| SIMC    | Nazwa            | Rodzaj     |
| ------- | ---------------- | ---------- |
| 0636502 | Mała Krzyżanówka | przysiółek |
| 0636494 | Wola Siennieńska | część wsi  |

W latach 1954–1968 wieś należała i była siedzibą władz gromady Krzyżanówka, po jej zniesieniu w gromadzie Sienno. W latach 1975–1998 miejscowość administracyjnie należała do województwa radomskiego.
Wierni Kościoła rzymskokatolickiego należą do parafii św. Zygmunta w Siennie.